# Lodewijk I van Vlaanderen
Lodewijk II van Nevers of Lodewijk I van Vlaanderen (Nevers, ± 1304 – Slag bij Crécy, 26 augustus 1346), ook Lodewijk van Crécy genoemd, was graaf van Vlaanderen en van Nevers (1322-1346), en graaf van Rethel (1328-1346).

## Levensloop
Zijn grootvader was Robrecht III van Bethune, de leeuw van Vlaanderen († 17 september 1322). Zijn vader, Lodewijk I van Nevers, was een zoon uit Roberts tweede huwelijk met Yolande van Bourgondië. Lodewijk I werd niet de volgende graaf van Vlaanderen omdat hij twee maanden vroeger dan zijn vader overleed. Zijn moeder was Johanna van Rethel. Kleinzoon Lodewijk II volgde dus zijn grootvader Robrecht op.
Lodewijk als de nieuwe graaf, opgevoed aan het hof in Parijs, was voordien nog nooit in Vlaanderen geweest. Hij trouwde in 1317 als dertienjarige met Margaretha, de achtjarige dochter van koning Filips V. De stadsrechten van de steden voor de handelaren en ambachtslui waren hem vreemd. Zijn beleid was dan ook sterk Fransgezind. Daarmee deed hij afbreuk aan de politiek van zijn directe voorgangers. In hun alliantie met koninkrijk Engeland vonden die een waarborg voor hun onafhankelijkheid en bescherming tegen het Frans expansionisme. Engeland was de belangrijkste wolleverancier en handelspartner en daarmee de bron van de Vlaamse rijkdom. Lodewijks politiek kwam zo in conflict met de belangen van zijn onderdanen.
Met steun van de Franse koning en van de steden Brugge en Gent kon hij weerstand bieden tegen zijn broer Robrecht van Kassel, die zijn rechten deed gelden op de grafelijke troon.
In juni 1323 schonk graaf Lodewijk aan zijn oudoom Jan van Namen, heer van Sluis, de rechtsmacht over het water van Sluis en van het Zwin en kwam daarbij in botsing met Brugge. In november 1323 had de negentienjarige graaf te kampen met de Opstand van Kust-Vlaanderen, een opstand van Vlaamse boeren uit de kuststreek aangevoerd door Nicolaas Zannekin, Zeger Janszoone en Willem de Deken,  naar aanleiding van de heffing van grafelijke belastingen. Lodewijk moest toen noodgedwongen na 1 jaar regeren naar Frankrijk vluchten. Het Franse leger bracht echter de Vlamingen op 23 augustus 1328 een zware nederlaag toe in de slag bij Kassel. In de jaren tussen 1329 en 1331 vaardigde de graaf de mauvais privilèges uit voor de opstandige steden en kasselrijen.

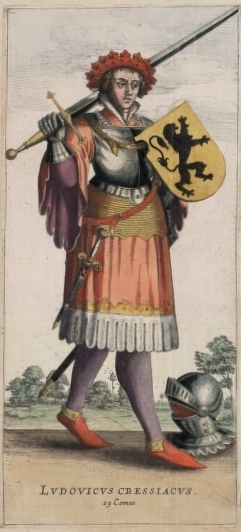
Graaf Lodewijk in de Flandria illustrata (1641). Ludovicus Cressiacus, Latijn voor Lodewijk van Crécy.

In oktober 1336 schaarde Lodewijk zich openlijk aan de zijde van Frankrijk bij het begin van de Honderdjarige Oorlog. Toen hij Engelse kooplieden gevangen zette, lieten de Engelse represailles niet op zich wachten: er volgde een verbod op de uitvoer van wol. De Vlaamse steden namen daarom onder leiding van Jacob van Artevelde later een meer Engelsgezinde houding aan. Begin februari 1339 werd de weerstand tegen Lodewijk zo groot dat hij moest vluchten naar Sint-Omaars en in december 1339 verliet hij na 11 jaar voorgoed zijn graafschap, waar Simon de Mirabello ruwaard werd. Graaf Lodewijk van Nevers sneuvelde op 26 augustus 1346 in de Slag bij Crécy. Eerder al sneuvelden de graven Robrecht II van Jeruzalem en Boudewijn VII van Vlaanderen in dienst van Frankrijk tegen de Engelsen.

## Huwelijk en kind(eren)
Hij huwde in 1320 met Margaretha, de jongste dochter van koning Filips V van Frankrijk en Johanna van Bourgogne en Artesië. Hij werd vader van één wettig kind:
- Lodewijk van Male (1330-1384)

Zijn echtgenote zou in 1361 erfgename worden van het vrijgraafschap Bourgondië (Franche-Comté) en Artesië.
Een natuurlijke dochter van de graaf, Elisabeth van Vlaanderen (1325-1366), huwde met Arnold van Rummen, een pretendent op de titel van graaf van Loon. Haar halfzuster Maria van Vlaanderen (1335-1365) huwde met Olivier de Jonge Van Poelvoorde de erfschenker van de graaf.

## Voorouders
| Voorouders van Lodewijk II van Nevers | Voorouders van Lodewijk II van Nevers                                             | Voorouders van Lodewijk II van Nevers                                             | Voorouders van Lodewijk II van Nevers                                             | Voorouders van Lodewijk II van Nevers                                             | Voorouders van Lodewijk II van Nevers                                    | Voorouders van Lodewijk II van Nevers                                    | Voorouders van Lodewijk II van Nevers                                    | Voorouders van Lodewijk II van Nevers                                    |
| ------------------------------------- | --------------------------------------------------------------------------------- | --------------------------------------------------------------------------------- | --------------------------------------------------------------------------------- | --------------------------------------------------------------------------------- | ------------------------------------------------------------------------ | ------------------------------------------------------------------------ | ------------------------------------------------------------------------ | ------------------------------------------------------------------------ |
| Overgrootouders                       | Gwijde van Dampierre (±1226-1305) ∞ 1246 Mathilde van Bethune (1230-1263)         | Gwijde van Dampierre (±1226-1305) ∞ 1246 Mathilde van Bethune (1230-1263)         | Odo van Nevers (1231-1266) ∞ 1248 Mathilde II van Bourbon (1234-1262)             | Odo van Nevers (1231-1266) ∞ 1248 Mathilde II van Bourbon (1234-1262)             | Manasses IV van Rethel (?-1272) ∞ Elisabeth van Ecry (?–?)               | Manasses IV van Rethel (?-1272) ∞ Elisabeth van Ecry (?–?)               | Hendrik V van Grandpré (±1220-1287) ∞ Isabeau van Brienne (1220–1274)    | Hendrik V van Grandpré (±1220-1287) ∞ Isabeau van Brienne (1220–1274)    |
| Grootouders                           | Robrecht III van Vlaanderen (1249–1322) ∞ 1272 Yolande van Bourgondië (1247-1280) | Robrecht III van Vlaanderen (1249–1322) ∞ 1272 Yolande van Bourgondië (1247-1280) | Robrecht III van Vlaanderen (1249–1322) ∞ 1272 Yolande van Bourgondië (1247-1280) | Robrecht III van Vlaanderen (1249–1322) ∞ 1272 Yolande van Bourgondië (1247-1280) | Hugo IV van Rethel (1244-1285) ∞ 1275 Isabella van Grandpré (±1250–1292) | Hugo IV van Rethel (1244-1285) ∞ 1275 Isabella van Grandpré (±1250–1292) | Hugo IV van Rethel (1244-1285) ∞ 1275 Isabella van Grandpré (±1250–1292) | Hugo IV van Rethel (1244-1285) ∞ 1275 Isabella van Grandpré (±1250–1292) |
| Ouders                                | Lodewijk I van Nevers (?–1322) ∞ 1290 Johanna van Rethel (?-1328)                 | Lodewijk I van Nevers (?–1322) ∞ 1290 Johanna van Rethel (?-1328)                 | Lodewijk I van Nevers (?–1322) ∞ 1290 Johanna van Rethel (?-1328)                 | Lodewijk I van Nevers (?–1322) ∞ 1290 Johanna van Rethel (?-1328)                 | Lodewijk I van Nevers (?–1322) ∞ 1290 Johanna van Rethel (?-1328)        | Lodewijk I van Nevers (?–1322) ∞ 1290 Johanna van Rethel (?-1328)        | Lodewijk I van Nevers (?–1322) ∞ 1290 Johanna van Rethel (?-1328)        | Lodewijk I van Nevers (?–1322) ∞ 1290 Johanna van Rethel (?-1328)        |
| Lodewijk II van Nevers (1304–1346)    |                                                                                   |                                                                                   |                                                                                   |                                                                                   |                                                                          |                                                                          |                                                                          |                                                                          |